# Guillermo Peinado Franganillo
Guillermo Peinado Franganillo (2005) es un deportista español que compite en escalada.
Ganó una medalla de bronce en el Campeonato Europeo de Escalada de 2024, en la prueba de dificultad. Pero perdió posteriomente esa medalla al serle detectado en un control antidopaje metilfedinato, proveniente de un medicamento para la hiperactividad, cuyo uso require de autorización especial.

## Palmarés internacional
| Campeonato Europeo | Campeonato Europeo | Campeonato Europeo | Campeonato Europeo |
| Año                | Lugar              | Medalla            | Prueba             |
| ------------------ | ------------------ | ------------------ | ------------------ |
| 2024               | Villars (Suiza)    | DSC                | Dificultad         |